# مالکا پولیانا
مالکا پولیانا (به بلغاری: Malka Polyana) یک منطقهٔ مسکونی در بلغارستان است که در آیتوس واقع شده است.